# Avientu
Avientu (Diciembre en asturiano), es un grupo de música rock-folk en lengua asturiana, procedente del concejo asturiano de Riosa. El nombre en asturiano del grupo tiene como principal acepción diciembre.

## Historia
Avientu comenzó su andadura en junio de 1994, siendo su primer concierto en la I Nuechi Celta de Riosa, donde comparten escenario con Dixebra y Felpeyu, entre otros. A partir de esa ocasión, comienzan a sucederse sus conciertos por toda la geografía asturiana, y en ocasiones fuera de los límites de la Comunidad. Pronto destacan por su incorporación de los sonidos tradicionales asturianos a un estilo moderno pop-rock (siguiendo los pasos de Dixebra), así como por la alternancia de dos cantantes principales a lo largo del repertorio.
En vista del buen recibimiento por parte del público en sus apariciones en directo, Avientu decide en 1995 editar su primer trabajo discográfico, Tírate abaxo, lanzado en el mes de junio en formato casete por el sello Discos L'Aguañaz y grabado en los estudios ODDS de Gijón. Este debut discográfico les vale el premio "Superventolín" de Radio Nacional de España, en la categoría de "mejor disco con raíces del año en Asturias". Tírate abaxo muestra un sonido mucho más pop que el que haría más conocido después al grupo, y quizás también mayores influencias de la música tradicional asturiana que los siguientes trabajos. Los textos, como durante toda la trayectoria de Avientu, van mayormente dirigidos a la crítica social y siempre en asturiano.
Durante 1995 y 1996, continúa aumentando el número de conciertos que ofrece Avientu y la afluencia de público a los mismos, lo que anima al grupo a grabar un nuevo disco, ¿Y agora qué...?, editado de nuevo por L'Aguañaz aunque ahora también en formato CD. En este segundo álbum, el propio grupo reconoce su evolución hacia un sonido más rock y algo más contundente, acercándose en cierta medida a grupos como Dixebra, aunque manteniendo un carácter propio. En el disco colaboran Xune Elipe (Dixebra) y el guitarrista Joaquín Prieto.
En 1997 cambia la formación del grupo con la incorporación de un nuevo gaitero y un nuevo batería. En mayo de ese año, Avientu participa en el disco reivindicativo L'asturianu muévese junto a varios de los grupos de rock más reputados de España. Para la ocasión, graban su tema más célebre, Estrelles ensin nome, que incluye fragmentos de una pieza tradicional asturiana y la colaboración de Tina Cuadriello (Balandrán) al acordeón.
En octubre de 1998, la banda graba su primer videoclip, correspondiente al tema Estrelles ensin nome.
El tercer y último disco de Avientu, Glayíos dende'l fondu llegaría en diciembre de 1999, y una vez más con L'Aguañaz. En él, Avientu consolida su sonido más potente y roquero alternado con algunos temas más pop, sin dejar de lado la gaita característica. Cuentan con la participación de Fonsu Mielgo (Llan de Cubel) al acordeón en la nueva versión de “Estrelles Ensin Nome” que incluyen en este álbum.
Poco después de la publicación de ese álbum, el grupo comienza a disolverse, hasta que tras un excesivo tiempo de inactividad, finalmente sus seguidores los dan por desaparecidos. Años después de su retirada, Avientu son considerados sin duda como el grupo de "rock astur" más importante de Asturias, mención aparte de Dixebra; y más aún, como un importante referente con nombre y estilo propio en la música asturiana moderna.
En 18 de octubre de 2014, Avientu vuelve a los escenarios para celebrar el 20 aniversario de la formación del grupo. Actúan en el DMR 2014 en la sala Sir Live de Oviedo junto con La Tarrancha, Skontra, Skama La Rede y Ochobre. Una sala a rebosar, donde sus fanes pudieron volver a disfrutar de sus canciones 14 años después de su último concierto. En el escenario estuvieron presentes todos los miembros del grupo, tanto los componentes de la primera formación como los de la segunda.
El 8 de septiembre de 2017, el grupo se une nuevamente para celebrar el día de Asturies en su pueblo natal, Riosa, junto con Nuberu, La Tarrancha, Skama la Rede, Ochobre y Faen Versión.
En diciembre de 2020 presentan su sencillo “Camín de Llibertá”, distribuido en plataformas digitales y acompañado de su segundo videoclip. El tema, auto-producido íntegramente por la banda, sigue fiel a sus valores artísticos y sociales, con la gaita como protagonista, la crítica social como motivación intrínseca y la lengua asturiana como herramienta irrenunciable.

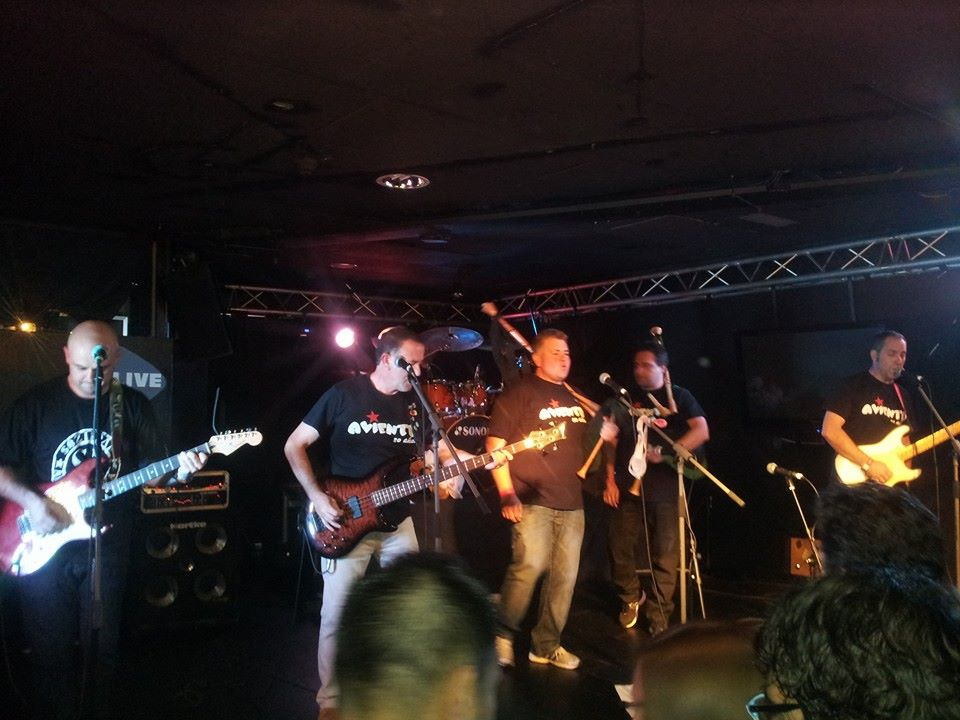
Avientu en el concierto del 20 aniversario, 18 de octubre de 2014

## Componentes
- Xosé Lluis Álvarez - voz y guitarra
- David Suárez - voz y guitarra
- Xesús "Chuchi" Vázquez - bajo
- David González - gaita (1994-1997)
- David Farinas "Fari" - gaita, zanfona, flautas, bodhram (1997-2000)
- Manu Sariego - batería (1994-1997)
- Óscar Villa - batería (1997-actualidad)
- Pablo Bango - gaita y teclados

## Discografía
- Tírate abaxo - L'Aguañaz, 1995
  - 1. Tírate abaxo
  - 2. ¿Qué foi del aire?
  - 3. El rapiegu gayoleru
  - 4. Triste nuecheriega
  - 5. Agua prieta, cielu gris
  - 6. Picu la pena
  - 7. El mio país
  - 8. Un recuerdu qu'escaecer
  - 9. Nueche riosana
  - 10. Cristales rotos

- ¿Y agora qué...? - L'Aguañaz, 1996
  - 1. ¿Y agora qué...?
  - 2. Un camín equivocáu
  - 3. A la gueta l'ayalga
  - 4. Dama de la nuechi
  - 5. Fastera urbana
  - 6. Instrumental
  - 7. Diosa blanca
  - 8. ¡Nun vos cortéis!
  - 9. El llave
  - 10. La bestia amiya de nuechi
  - 11. Poltrona nacionaliega
  - 12. Basta yá

- Glayíos dende'l fondu - L'Aguañaz, 1999
  - 1. Llicenciáu en barricaes
  - 2. Contigo nun baillo
  - 3. El pexe de fierro
  - 4. Estrelles ensin nome
  - 5. La semeya
  - 6. Un suañu pa Ruanda
  - 7. Qué bien vivimos
  - 8. La ciudá del rock
  - 9. El corredor de la muerte
  - 10. Cais solitaries